# Феліпе Санчес
Феліпе Санчес (ісп. Felipe Sánchez, нар. 7 квітня 2004, Рафаела, Аргентина) — аргентинський футболіст, центральний захисник німецького клубу «Шальке 04».

## Ігрова кар'єра
Займатися футболом Феліпе Санчес почав у своєму рідному місті Рафаела. У 2021 році він приєднався ло молодіжної команди клубу «Хімнасія і Есгріма». Дебют Санчеса на професійному рівні відбувся 22 лютого 2023 року у матчі Кубка Аргентини. 13 березня 2023 року футболіст підписав з клубом свій перший професійний контракт.
У липні 2024 року стало відомо, що Феліпе Санчес переходить до клубу німецької Другої Бундесліги «Шальке 04», з яким узгодив контракт до червня 2028 року.